# Чейс (округ, Небраска)
Шаблон:StateAbbr_ 40°32′ пн. ш. 101°41′ зх. д. / 40.53° пн. ш. 101.69° зх. д.
Округ Чейс (англ. Chase County) — округ (графство) у штаті Небраска, США. Ідентифікатор округу 31029.

## Історія
Округ утворений 1886 року.

## Демографія
За даними перепису 
2000 року 
загальне населення округу становило 4068 осіб, усе сільське.
Серед мешканців округу чоловіків було 1999, а жінок — 2069. В окрузі було 1662 домогосподарства, 1164 родин, які мешкали в 1927 будинках.
Середній розмір родини становив 2,91.
Віковий розподіл населення поданий у таблиці:
| Стать    | До 15 років | 15-21 | 22-29 | 30-39 | 40-49 | 50-65 | 65-85 | Понад 85 |
| -------- | ----------- | ----- | ----- | ----- | ----- | ----- | ----- | -------- |
| Чоловіки | 393         | 207   | 157   | 219   | 337   | 322   | 317   | 47       |
| Жінки    | 407         | 164   | 124   | 237   | 314   | 330   | 398   | 95       |

## Суміжні округи
- Перкінс — північ
- Гейз — схід
- Данді — південь
- Юма, Колорадо — південний захід
- Філліпс, Колорадо — захід

## Виноски
1. ↑  US Decennial Census. US Census Bureau. Архів оригіналу за 26 квітня 2015. Процитовано 6 грудня 2014.
2. ↑  Historical Census Browser. University of Virginia Library. Архів оригіналу за 26 грудня 2013. Процитовано 6 грудня 2014.
3. ↑  Population of Counties by Decennial Census: 1900 to 1990. US Census Bureau. Архів оригіналу за 27 квітня 2015. Процитовано 6 грудня 2014.
4. ↑  Census 2000 PHC-T-4. Ranking Tables for Counties: 1990 and 2000 (PDF). US Census Bureau. Архів оригіналу (PDF) за 18 грудня 2014. Процитовано 6 грудня 2014.
5. ↑  State & County QuickFacts. US Census Bureau. Архів оригіналу за 8 липня 2011. Процитовано 17 вересня 2013. [Архівовано 2011-06-07 у Wayback Machine.](англ.) Наведено за англійською вікіпедією.
6. ↑  American FactFinder. Бюро перепису населення США. Архів оригіналу за 26 лютого 2012. Процитовано 31 січня 2008. [Архівовано 2008-05-21 у Wayback Machine.]

| США | Це незавершена стаття з географії США. Ви можете допомогти проєкту, виправивши або дописавши її. |